# Ariadnes Colles

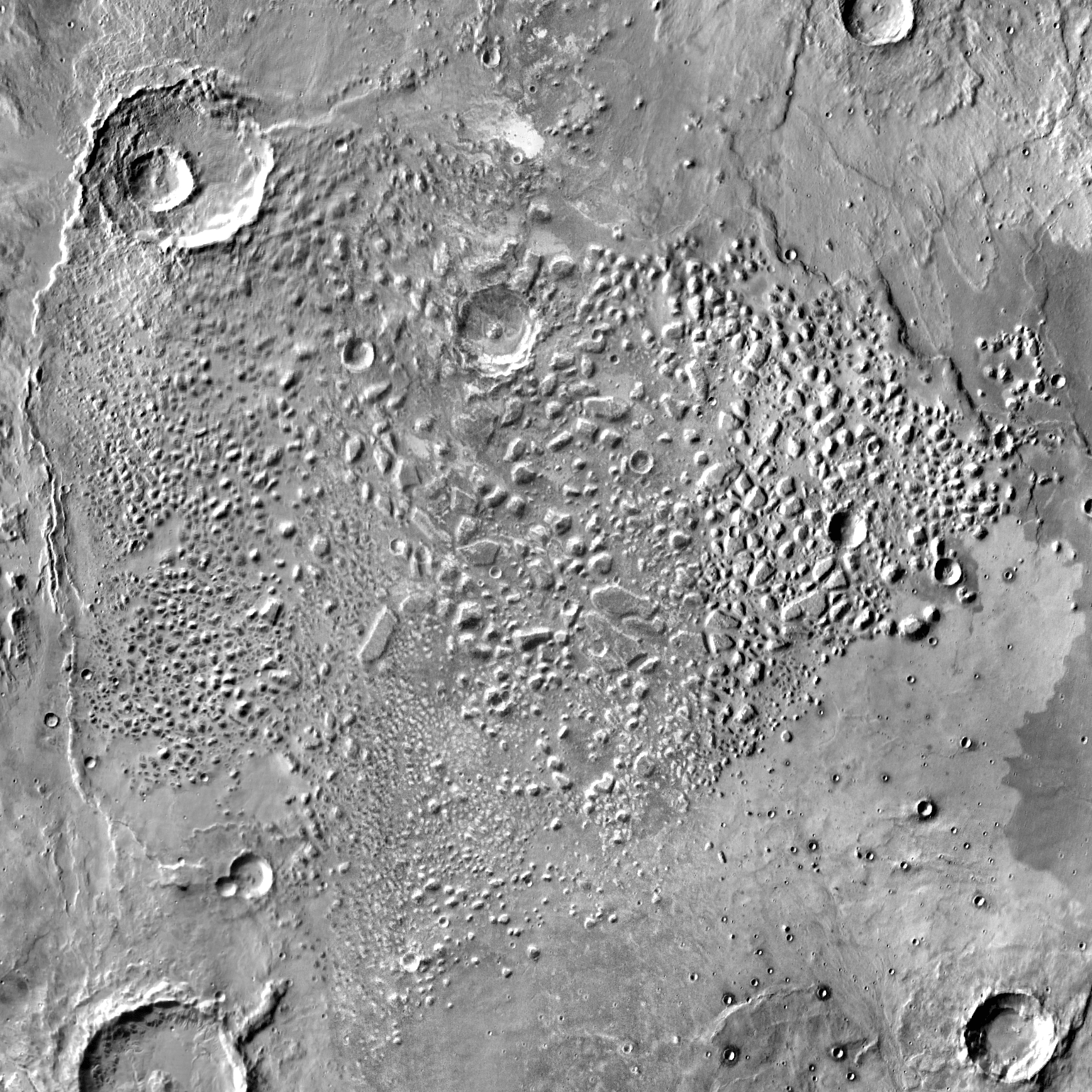
Ariadnes Colles

Ariadnes Colles (łac. Wzgórza Ariadny) – system chaotycznie rozłożonych wzgórz na powierzchni Marsa. Centrum tego obszaru znajduje się na 34,81° szerokości geograficznej południowej oraz 187,22° długości geograficznej zachodniej (♂ 34,81°S 187,22°W/-34,810000 -187,220000). Wzgórza Ariadnes Colles zajmują obszar o średnicy 188,1 km.
Obszar Ariadnes Colles to jeden z regionów o chaotycznej topografii. Leży on w rejonie wyżyn południowej półkuli Marsa. Większość Ariadnes Colles tworzą przypadkowe skały o rozmiarach od 1 do 10 kilometrów, jaśniejsze od otoczenia. Niektóre z tych większych przypominają mesy czyli skalne stoły spotykane również na Ziemi o wysokościach sięgających 300 metrów.
Na zbliżeniach bloków skalnych jest wyraźnie widoczne uwarstwienie bloków skalnych zorientowane na linii północny zachód - południowy wschód. Ściany skał od strony północno-zachodniej są wyraźnie mocniej zerodowane i po przeciwnej stronie. W zachodniej części Ariadnes Colles znajdują się grzebiety utworzone w wyniku kompresji tektonicznej i to właśnie one wytyczają granicę tego obszaru.
Ponieważ Ariadnes Colles nie jest obszarem źródliskowym nie jest znany mechanizm odpowiedzialny za chaotyczną rzeźbę tego obszaru.
Decyzją Międzynarodowej Unii Astronomicznej nadana w 1982 roku nazwa tego obszaru pochodzi od mitologicznej Ariadny.